# Niconico新聞
Niconico新聞（ニコニコニュース）是日本多玩國旗下的一個新聞平台網站。截至2018年7月，有大约189家媒体在Niconico新聞上發佈新聞。該新聞網站成立於2007年12月12日。2018年10月11日，該新聞平台的智能手机应用“Niconico新聞”发布。。

## 來源
1. ↑  .   [2012-04-28]. （原始内容存档于2021-10-18）.
2. ↑  . dwango.co.jp.   [2020-01-13]. （原始内容存档于2020-01-13） （日语）.

## 外部鏈接
- 官方网站 
  - ニコニコニュース オリジナル （页面存档备份，存于）
  - Niconico新聞的X（前Twitter） 
  - ニコニコドキュメンタリー的X（前Twitter）
  - Niconico新聞的Facebook專頁 
  - YouTube上的Niconico新聞頻道
- ニコニコインフォ （页面存档备份，存于）